# Brownsea
Brownsea Island je největší z osmi ostrovů v zálivu u města Poole v anglickém hrabství Dorset. Jeho podstatnou část zabírá přírodní rezervace, která je důležitým sídlištěm ptačích druhů. Ostrov je přístupný veřejnosti, ale množství návštěvníků rezervace je omezené.

## Historie
Za vlády Jindřicha VIII. bylo na ostrově vybudováno opevnění a během anglické občanské války zde měla své pozice parlamentní vojska. Místní zámek byl částečně zničen požárem v 19. století.
29. července 1907 zde sir Robert Baden-Powell zorganizoval historicky první skautský tábor s 20 chlapeckými účastníky.
Během 2. světové války zde byla umístěna osvětlení, která se přes den ukrývala. Jejich účelem bylo zmást nepřátelské bombardéry a současně chránit blízká města Poole a Bournemouth, vojenské tábory u poloostrova Purbecks a důležitou námořní základnu na ostrově Portland. Krátery vzniklé při bombardování ostrova jsou dnes domovem mnoha ohrožených druhů.